# Висока медицинска школа Приједор
Висока медицинска школа Приједор основана је као Виша медицинска школа Приједор,  3. јула 1997. године одлуком Владе Републике Српске број: 03-793/97. Доношењем Закона о високом образовању, школа је 2007. године пререгистрована у Високу медицинску школу Приједор.  

## Назив и регистрација
Пуни назив школе је: Јавна установа Висока медицинска школа Приједор (ЈУ Висока медицинска школа Приједор (ЈУ ВМШ Приједор). Школа је под овим називом  регистрована је код Окружног привредног суда у Бањалуци под бројем 057-0-Рег-14- 000970

## Положај, размештај, регистрација
Висока медицинска школа Приједор ради у монтажном објекату у који у потпуности не одговара нормативима и стандардима за обављање ове дјелатности. Део стручно – теоријске наставе и вежби реализују се у наставним базама Високе школе: 
- Болница за физикалну медицину и рехабилитацију „Мљечаница“ Козарска Дубица,[1]
- ЈЗУ „Др Младен Стојановић“ Приједор,
- Центар за медицину спорта Приједор
- ЈЗУ Дом здравља Приједор
- ЈУ Дом за старија лица Приједор.[2]
- Завод за физикалну медицину и рехабилитацију „ Др М.Зотовић“ Бања Лука.[3]

## Историја
Медицинска школа Приједор основана је Одлуком Владе Републике Српске 3. јула  1997. године са задатком да  образује већи број кадрова медицинске струке, а касније и да обезбеди високо образовање кадровима за рад у области здравства, физиотерапије, санитарног инжењерства и медицинско-лабораторијског инжењерства.
Кроз историују школа је прошла кроз два периода, као: 
- Виша медицинска школа до 2007. године,

- Висока медицинска школа од 2007. године, која у методици наставног процеса (Болоњска метрика) проучава и уводи ЕЦТС-систем преноса и акумулације кредитних бодова.[4]

Како према стандардима Светске здравствене организације и Европске заједнице, на свим нивоима здравствене заштите постоји препорука да су за остваривање специфичних компетенција, поред лекара, треба да баве и стручњаци са најмање трогодишњим образовањем, ова школа је видела своје место и мисију.
Како је Висока медицинска школа током свог постојања израсла у респектабилну институцију од вишеструког значаја за ширу регију, указала се потреба за увођењем четворогодишњих студијских програма (240 ЕЦТС). Разлози и оправданост наведене трансформације студија су постојање све веће тежње за континуираним развојем стручности, за унапређењем стечених знања и вештина везаних за рад у здравству, јавним здравственим установама и органима државне управе и локалне самоуправе.

## Делатност
Висока медицинска школа, која је регистрована за извођење основних академских студија (први циклус студија), обавља следеће  делатности у области  високог образовања, у складу са дозволом за рад и лиценцирањем нових студиских програма, образује студенте на 5 студијских програма (у трајању од 240 ЕЦТС)
- Здравствена њега (ЗЊ),
- Физиотерапија (Ф),
- Радна терапија (РТ),
- Медицинско – лабораторијско инжењерство (М-ЛИ)
- Санитарно инжењерство (СИ)

Наставу на Високој медицинској школи изводе наставници и сарадници у сталном радном односу, допунском раду и уговору о делу. Укупан број наставника и сарадника који изводе наставу је 49.

### Пријемни испит и упис
Право полагања пријемног испита стичу сви кандидати који су завршили средњу четворогодишњу школу. Рангирање се врши на основу успеха у средњој школи и резултата пријемног испита.
Пријемни испит на Високој медицинској школи у Приједору је исти за све смерове и обухвата тестове из предмета:
- биологија
- хемија

#### Број места[5]
| Назив студијског програма             | Буџет | Суфинансирање | Ванредни | Укупно |
| Здравствена нега                      | —     | 20            | 5        | 25     |
| Фииотерапија                          | —     | 8             | 27       | 35     |
| Радна терапија                        | 3     | 25            | 29       | 57     |
| Санитарно инжењерство                 | 5     | 15            | 18       | 38     |
| Медицинско-лабораторијско инжењерство | —     | 11            | 20       | 31     |
| УКУПНО                                | 8     | 79            | 99       | 186    |

## Мисија
Мисија Високе медицинске школе у Приједору као водеће образовне и научно истраживачке институције у здравственим дисциплинама, је да:
- кроз најсавременије методе наставе, учења и истраживања едукује квалитетне, способне, креативне и међународно компетентне кадрове у здравству
- оспособи школовани кадар да стечена знања успешно могу да примене свакодневној  пракси.

## Визија
Визија ВМШ Приједор  је унапређење здравствене струке обједињавањем наставне, научно истраживачке и стручне дјелатности, с циљем постизања оптималног знања и вјештина, етичности студената, будућих здравствених радника у служби заједнице
Да би постигла ову визију ВМШ Приједор непрекидно:
- побољшава квалитет студија,
- повећава квантитет и квалитет истраживања,
- унапрећује међународну сарадњу,
- организује целоживотно учења,
- повећава видљивост.